# 立教大学大学院観光学研究科・観光学部

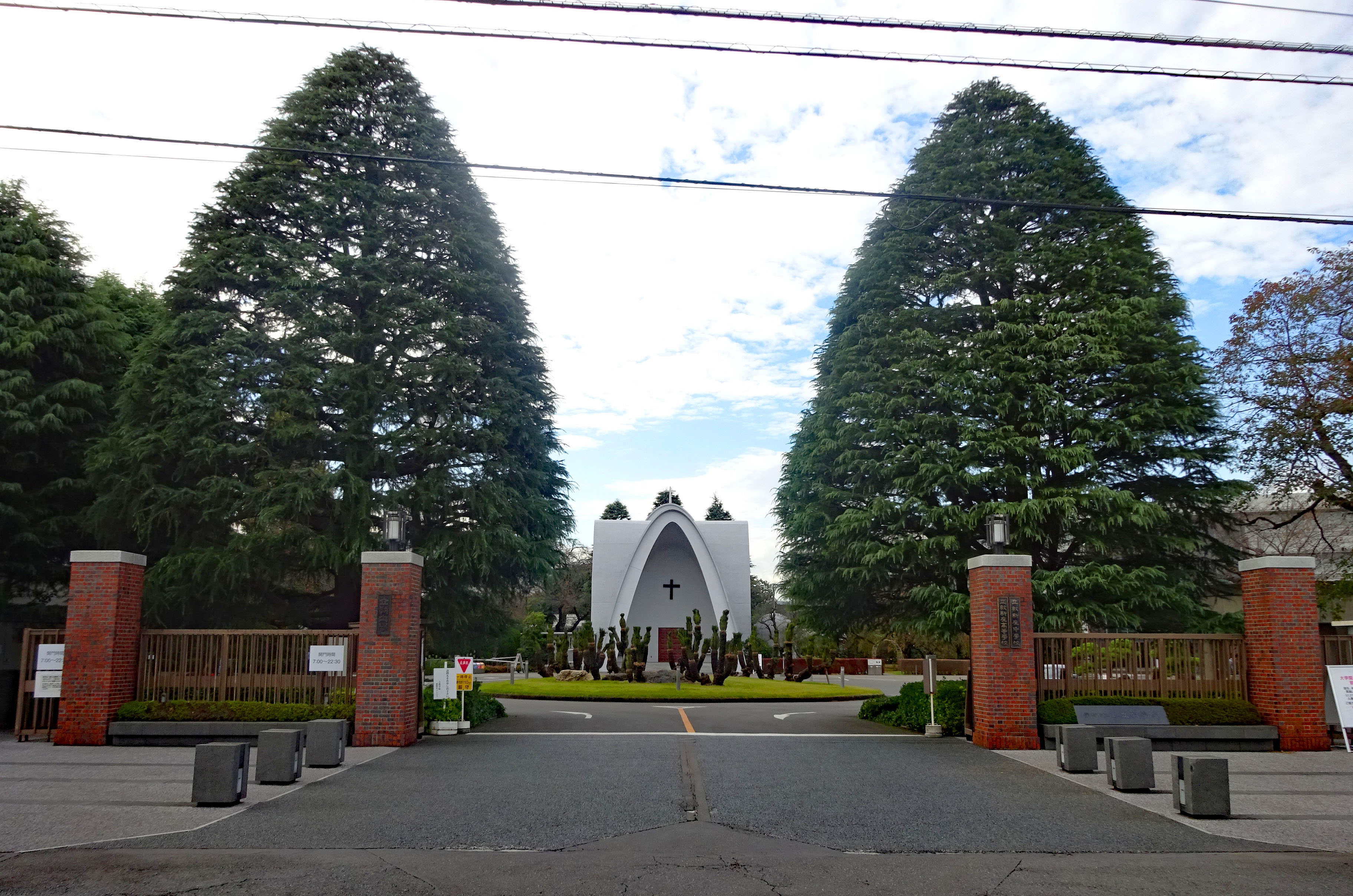
立教大学新座キャンパス

立教大学観光学部（りっきょうだいがくかんこうがくぶ）は、立教大学が設置する観光学部。立教大学大学院観光学研究科（りっきょうだいがくだいがくいんかんこうがくけんきゅうか）は、観光学を教育・研究する立教大学の大学院観光学研究科。

## 概要
立教大学観光学部は、観光学科、交流文化学科の2学科からなり、埼玉県新座市に本部が置かれている。観光学部は1998年に新設された、立教大学の中では比較的新しい学部であるが、1967年に社会学部の中に新設された観光学科を前身としている。
立教大学においては、観光学部や社会学部観光学科が設置される以前から、観光教育に取り組んでおり、その歴史は立教大学の前身の一つである立教学校に遡り、学校創成期から続く教育の伝統を受け継ぐ。明治期に立教学校初代校長のジェームズ・ガーディナーは、現存する日本最古のリゾートホテルである「日光金谷ホテル」の経営者、金谷善一郎に、日光を訪れる外国人向けに本格的なホテルが必要となることを助言し、善一郎の長男、金谷眞一はガーディナーが教える東京・築地の立教学校に1892年（明治25年）に入学し英学を学んだ。金谷眞一は金谷ホテルを改革し、名門ホテルとしての礎を築き、日光は外国人向け観光地、避暑地として名を馳せることとなった。

そのほか、軽井沢の父として知られるアレキサンダー・クロフト・ショー（聖公会宣教師）も、友人であるジェームズ・メイン・ディクソン（東京帝国大学英語教授、夏目漱石の師匠）と軽井沢の亀屋旅館（後の万平ホテル）を訪れ、主人の初代・佐藤万平に外国人の受け入れノウハウを伝授した。婿養子の佐藤国三郎（2代目万平）はショーの聖公会神学校（立教大学の姉妹校）に学び、外国人への応対技術や生活習慣を学んだ。これを受けて1894年（明治27年）に、亀屋旅館は亀屋ホテルとなり西洋ホテルとして礎を築いた。その後、亀屋ホテルは「万平ホテル」となり、近年ではジョン・レノン、オノ・ヨーコ夫妻が滞在するなど著名な老舗ホテルになった。

金谷善一郎の次男・金谷正造（後の山口正造）も立教学校に進学した。正造は卒業後、イギリスに長期滞在するなど外国を旅したあと、帰国した翌年の1907年（明治25年）に、箱根の「富士屋ホテル」の創業者である山口仙之助の長女と結婚し、山口家に婿入りして富士屋ホテルの経営に取り組んだ。正造は、「We Japanese」という日本を紹介する記事を発行するとともに、「ホテル実務学校」を開設した。

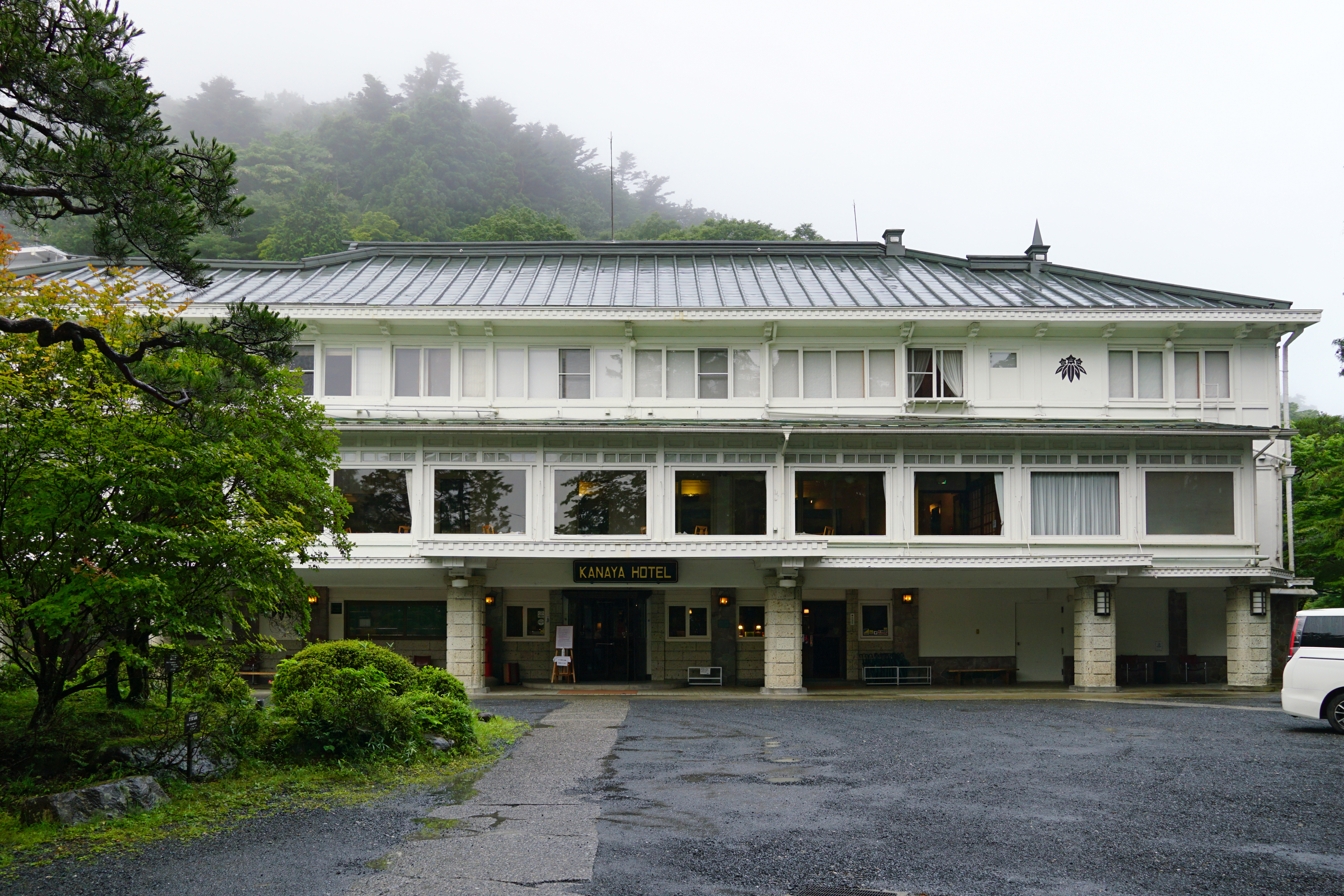
日光金谷ホテル
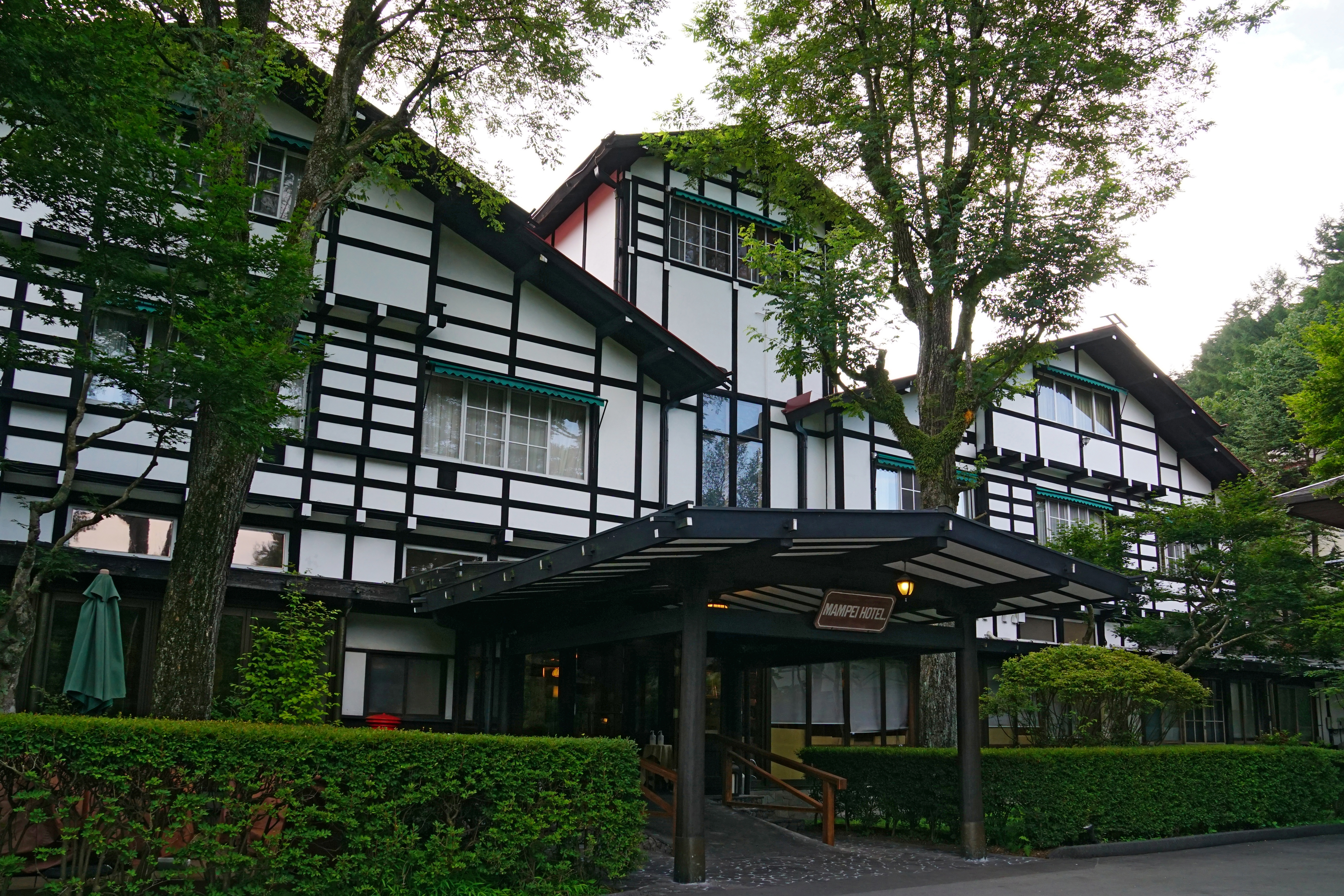
万平ホテル（軽井沢）
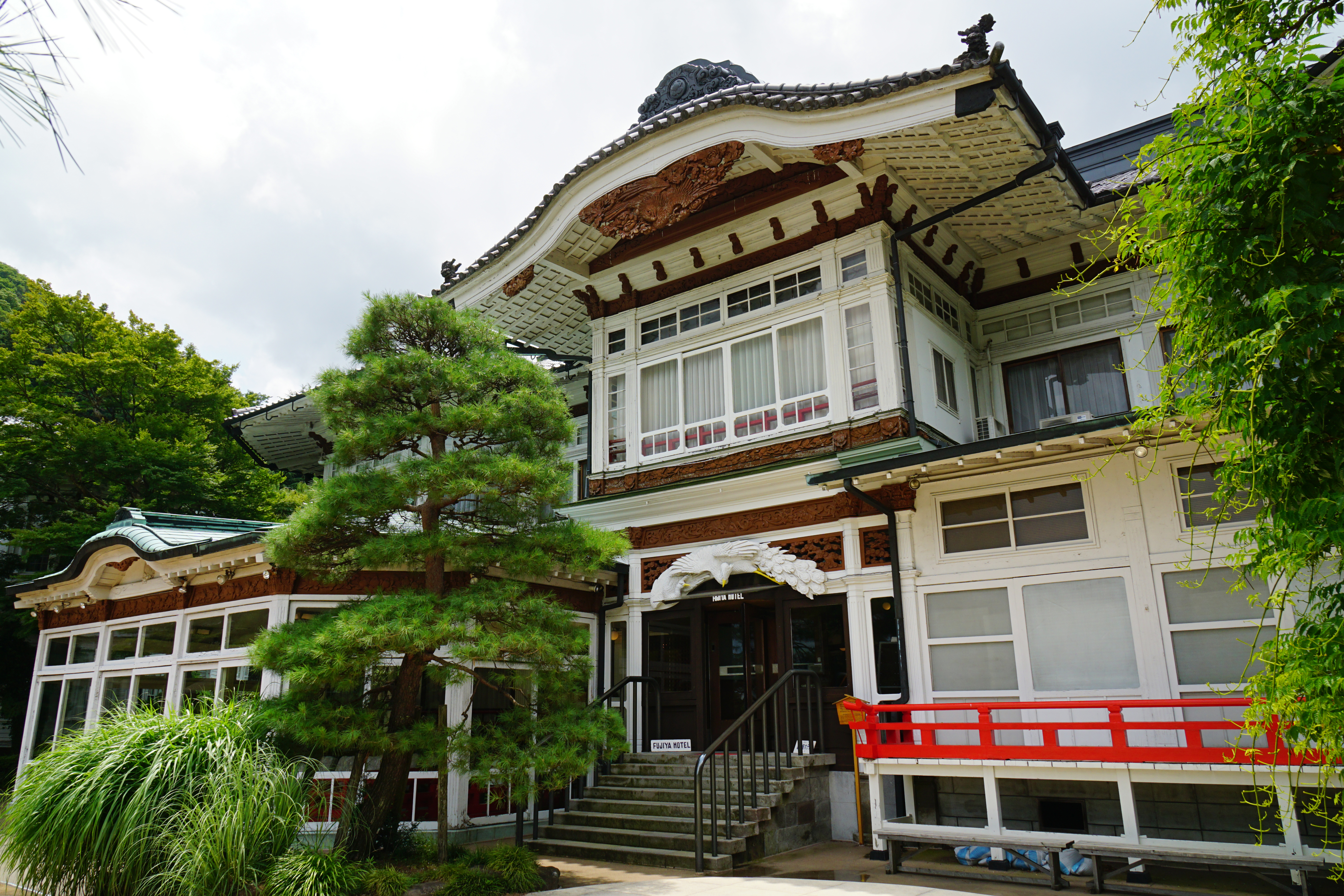
富士屋ホテル（箱根）

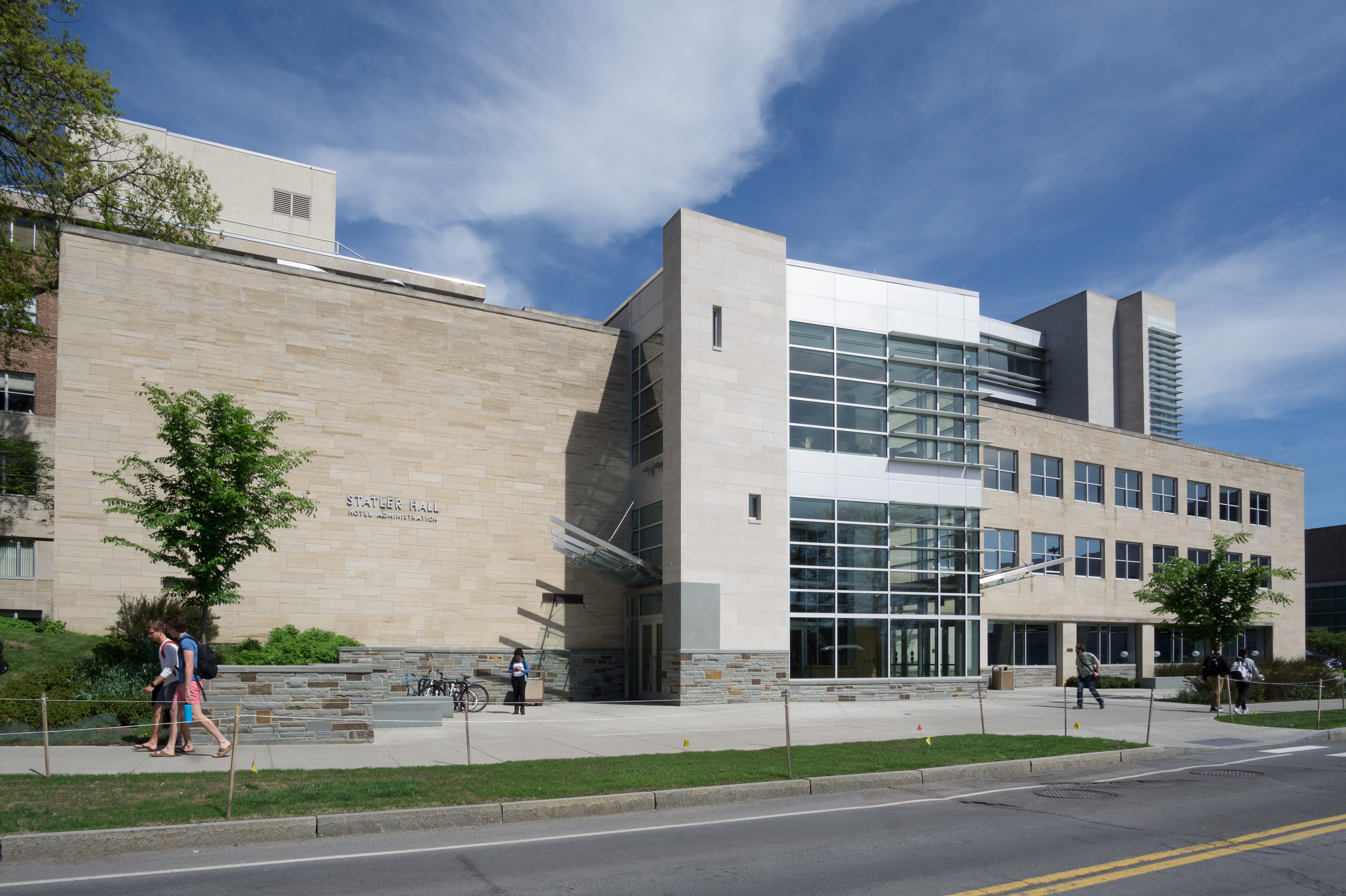
モデルとなったコーネル大学ホテル経営学部(SHA: School of Hotel Administration)

1944年（昭和19年）に山口正造は亡くなるが、戦後まもなく「正造記念育英会事業」が始まり、1946年（昭和21年）に、正造の遺族と日本ホテル協会の担当者が立教大学を訪ね、正造の遺志を継いで、母校の立教大学でホテル関係の人材育成活を続けてほしいとする申し出を行う。こうして1946年（昭和21年）に戦後復興で再建を進める大学に開設されたのが「ホテル講座」である。同講座は当初、全米で名門として知られるコーネル大学のホテル経営学校をモデルとしたホテル経営業務を主としたカリキュラムであった。1954年（昭和29年）には、コーネル大学講師が授業を受け持ち、慶應義塾大学も学生を本講座に派遣し学ばせていた。1966年、社会学部産業関係学科にホテル・観光コースが設置され、1967年には観光学科として独立し、日本初の4年制観光教育・研究機関となる。この観光学科は、立教大学教授であった野田一夫が設立に尽力し、初代学科長を務めた。1998年に、社会学部観光学科は観光学部として独立し、日本初の観光学部となった。初代学部長には学部の創設に尽力した岡本伸之が就いた。2006年に立教大学において大規模な学部・学科の改組が行われた際に、交流文化学科を設置した。
観光学部は観光ビジネスや地域振興を創出する人材の育成を目的とし、学部独自のインターンシッププログラムも充実している。2018年には、グローバル化の中で台湾の高級ホテル「リージェント タイペイ」と6か月間の長期インターンシッププログラムを設置したほか、アメリカフロリダ州のディズニーワールドでインターンシップ（半年間）を経験しながら、週1日セントラルフロリダ大学ホスピタリティ経営学部で学ぶ海外プログラムなどもある。
2021年には金沢大学と観光産業分野の中核人材育成のため、連携・協力に関する協定を締結した。地域活性化の一環で、武蔵野銀行との産学連携により、まち歩きマップ「ぶらってシリーズ」の制作なども行っている。名門コーネル大学のホテル経営学部と同様に、卒業生には老舗ホテルや旅館の経営者も多い。

## 沿革
- 1859年 - タウンゼント・ハリスの支援のもと江戸幕府の長崎奉行の要請でジョン・リギンズとチャニング・ウィリアムズが長崎に私塾を創設。
- 1870年 - ウィリアムズが大阪・川口の与力町に英学講義所（後の大阪・英和学舎）を設立。
- 1874年 - ウィリアムズにより東京・築地に立教学校が設立。
- 1880年 - ウィリアムズの要請によりジェームズ・ガーディナーが来日し、立教学校の初代校長に就任。
- 1883年 - 教育令による立教大学校を設立（旧制大学）。
- 1887年 - 大阪・英和学舎が立教大学校と合併。
- 1907年 - 専門学校令により立教大学と改称。
- 1922年 - 大学令により再び旧制大学に昇格。
- 1946年 - ホテル講座を開設。
- 1947年 - 文学部社会科を設置。
- 1949年 - 新制大学として認可、文学部社会学科に改称。
- 1958年 - 社会学部を設置。
- 1964年 - 社会学部産業関係学科を設置。
- 1966年 - 観光学部産業関係学科にホテル・観光コースを設置。
- 1967年 - 社会学部観光学科を設置（初代学科長に野田一夫）。
- 1998年 - 観光学部観光学科を設置、社会学部観光学科を廃止。
- 2006年 - 交流文化学科を設置。
- 2018年 - 観光学部20周年。台湾の高級ホテル「リージェント タイペイ」と6か月間の長期インターンシップ実施の覚書を調印。
- 2021年 - 金沢大学と観光分野を中心とする中核人材育成のため、連携・協力に関する協定を締結。

## 学部・学科
- 観光学部
  - 観光学科
  - 交流文化学科

## 大学院
- 観光学研究科（博士前期課程・博士後期課程）
  - 観光学専攻

## 組織
- 観光学部長・観光学研究科委員長：小野良平 [11]

## 主な教職員
（五十音順）
- 東徹（立教大学観光学部観光学科教授）
- 稲垣勉（立教大学観光学部交流文化学科教授）
- 大橋健一（立教大学観光学部交流文化学科教授）
- 岡本伸之（立教大学観光学部観光学科教授・同学部長、アジア太平洋観光協会理事）
- 古賀学（立教大学観光学部兼任講師）
- 葛野浩昭（立教大学観光学部交流文化学科教授）
- 甲田浩（立教大学観光学部観光学科教授、ホテルニューオータニ総支配人）
- 奈倉京子（立教大学観光学部非常勤講師、文化人類学者）
- 橋本俊哉（立教大学観光学部観光学科教授）

## 避暑地リゾートと立教
日本の避暑地リゾートを開拓した立教大学ゆかりの人物
日光を生涯にわたって愛したジェームズ・ガーディナー（立教学校初代校長）をはじめ、聖公会神学院の前身の一つである聖教社神学校を設立したアレクサンダー・クロフト・ショーは、軽井沢に教会（軽井沢ショー記念礼拝堂）を設立し、地域を有名にしたことから「軽井沢の父」と呼ばれ親しまれている。また、立教大学教授を務めたポール・ラッシュは、清里を開拓し、キープ協会を創設した。彼ら、立教大学ゆかりの人物たちによって、日本の避暑地リゾートが開拓されている。

軽井沢ショー記念礼拝堂は現存し、日光にはガーディナーが設計した日光真光教会礼拝堂やエマーソン邸（上赤門）が現存する。清里にはキープ協会により運営されている宿泊研修施設「清里寮」とラッシュを中心に設立された清里聖アンデレ教会がある。